# Hot n Cold
Hot N Cold (en català Calent i fred) és una cançó de la cantant nord-americana Katy Perry. El senzill va ser escrit i compost per Dr. Luke, Max Martin i Katy Perry per al seu segon àlbum One of the boys. La cançó va ser publicada com la segona pista de l'àlbum. Va assolir el número tres del Billboard Hot 100, la qual cosa dugué Perry al segon període d'èxit consecutiu de tres de senzills, després de l'anterior èxit mundial "I Kissed A Girl". El senzill s'ha convertit en el segon èxit de Perry, en el Top 5 en dotzenes de països al voltant del món, incloent-hi el Regne Unit, Austràlia, Irlanda i Nova Zelanda, així com va encapçalar les llistes en 25 països incloent Turquia, Finlàndia, Alemanya, Grècia, el Canadà, Noruega i Dinamarca.

## Informació del senzill
La revista Blender crida la cançó de "valent, amb clima controlat amb petó apagat." La cançó va servir per als anuncis en les ràdios d'Amèrica del Nord el 9 de setembre i la cançó es va mantenir com un dels grans èxits de MediaBase tot durant diverses setmanes. Katy Perry va fer l'estrena en viu a la televisió d'"Hot N Cold" en el programa de Today de Nbc, la sèrie de concerts a l'aire lliure el 29 d'agost. Perry va revelar en una entrevista amb la Ràdio 1 que "Hot N Cold" en realitat seria el següent senzill número u al seu èxit d'"I Kissed A Girl" al Regne Unit i Austràlia. Actualment hi ha tres edicions de la ràdio: en un, "gossa" se substitueix per la paraula "pollastre", en el segon, utilitzat principalment en el programa radial "Open House Party", Esta versió utilitza "nena" en lloc de "gossa" o "pollet" (en una versió, una vegada jugat a Amèrica de Ryan Seacrest de Top 40 de la ràdio, les lletres són (" Se Pms, jo sé") i, finalment, en l'última edició de la ràdio que és utilitzada en talls de canals musicals al Regne Unit la paraula en conjunt. Perry, va interpretar la cançó en viu en els Ema a Liverpool, que va tenir com a convidada, el 6 de novembre de 2008, per tancar la nit després d'iniciar amb "I Kissed Girl". Una versió rebarrejada de la cançó també ha estat posat publicat per jugar en el joc d'Iphone os Tap Tap Revenge. La cançó també va ser realitzada en el primer partit en la primera anual de 2008 Youtube en viu el 22 de novembre de 2008.
Perry va cantar la cançó en el Simlish per a els Sims 2: Apartment Life com a banda sonora.
El senzill va ser nomenat per als Premis Grammy número 52 en la categoria de Millor Interpretació Vocal Pop Femenina.

## Rendiment en els Charts
"Hot N Cold", va debutar en el Billboard Hot 100 als Estats Units el 17 de juny de 2008, a causa de les descàrregues digitals després del llançament de l'àlbum. Després va debutar en els Billboard Hot 100 en el número 88 i descendeix en la següent setmana. Va tornar a entrar en els Billboard Hot 100 el 5 d'agost, de nou en el número 88. Després va assolir les màximes posicions quedant en el número 3 en el Billboard Hot 100 l'11 de novembre, per la qual cosa és el seu segon de tres èxits de l'artista. En l'actualitat, ha estat al top deu de diverses llistes durant 18 setmanes ("I Kissed A Girl" va passar-s'hi 14 setmanes). "Hot N Cold" ha estat certificat de 3 discos platí per la Riaa. Al Canadà, la cançó va debutar en el número 73 i va assolir el número 1 en els charts el 20 de novembre de 2008. La cançó va ser un èxit encara més gran en la ràdio que "I Kissed a Girl" on Perry es va convertir en el número 1 tant als Estats Units en el Mainstream Top 40 i l'Adult Top 40 de la ràdio.
L'Uk Singles Chart va veure la posició de la cançó en el número quatre el 7 de desembre després d'arrossegar-se lentament fins i tot els deu primers de la setmana anterior, malgrat conjunt que semblava caiguda en les xifres de mitjan setmana. El 21 de desembre va caure per la part superior del número 10 al número 12 abans de tornar a pujar fins al número 9 de la setmana següent i ha continuat creixent des de llavors, assolint el posat número 7 el 4 de gener de 2009.
A Irlanda, la cançó va assolir el número 3. "Hot N Cold" va entrar en els charts d'Alemanya en el número 2 a causa de les altes vendes de descàrrega digital. Aquesta és l'entrada més alta d'un senzill sobre la base de descàrregues només a Alemanya. En la seva segona setmana va arribar al número 1 a Alemanya, i durant vuit setmanes consecutives en la posició màxima. A Austràlia, el senzill va debutar al top 50, i ràpidament va assolir el Top 10. A continuació, a poc a poc va arribar principal posició en el número 4 en descàrregues digitals sol, sense possibilitat de la publicació física planificada. Així mateix, ha assolit el posat número 1 en l'Airplay Chart d'Austràlia. A Rússia, "Hot N Cold" va arribar al número 1. La cançó va entrar en l'Airplay Chart de Rússia en el número 217 i després de vuit setmanes el 15 de desembre va assolir el número 1. "Hot N Cold" es va convertir en la tercera cançó d'un artista nord-americà d'arribar a número u a Rússia. A Grècia, va assolir el número 3 en les llistes Airplay.

## Video Musical
Dirigit per Alan Ferguson, aquest video va ser filmat durant quatre dies d'agost del 2008. Mostra a Katy a punt de casar-se. El capellà li pregunta al marit, interpretat per Alexander Rodríguez, si es vol casar amb Katy, i el marit, sembla que s'ho rumia, i comença la cançó. Llavors, el marit surt de l'església corrents seguit de la Katy que el perssegueix pels carrers d'un poble. Més tard es veuen escenes amb la Katy amb unes quantes dones vestides amb vestits de núvies i bats de bèisbol, ella amb un grup d'amics ballant balls hip hop. Cap al final de la cançó, veiem Katy amb una zebra real. L'última part del video és quan el capellà demana de nou, al marit: Alexander, Acceptes? Ell diu, Accepto. Després, el públic aplaudeix molt animadament i, la música del casament comença, i els dos corren pel passadís junts. La imatge es posa en pausa mentre això succeeix, i marca el final del vídeo. Una cosa curiosa és que en el principi del video apareixen els pares de debò de Katy Perry (Keith i Mary Hudson) en el públic.

## Crèdits
- Veu principal per Katy Perry.
- Escrita per Katy Perry, Dr. Luke i Max Martin..
- Produïda, Sobrescrita i produïda per Dr. Luke.
- Enregistrament per Alan Ferguson.
- Actors convidats per Alexander Rodríguez, Keith i Mary Hudson (pares de Perry)

## Llistes musicals de cançons i certificacions
| Charts (2008-2009)               | Primeres posicions |
| -------------------------------- | ------------------ |
| Australian Singles Chart         | 4                  |
| Àustria Top 40                   | 1                  |
| Belgian Singles Chart (flanders) | 2                  |
| Belgian Singles Chart (wallonia) | 1                  |
| Brasil Hot 100                   | 3                  |
| Canadian Hot 100                 | 1                  |
| Xile Top 100                     | 3                  |
| Colòmbia Top 100                 | 8                  |
| Danish Singles Chart             | 1                  |
| Dutch Singles Chart              | 1                  |
| Eurochart Hot 100 Singles        | 1                  |
| Finnish Singles Chart            | 1                  |
| French Singles Chart             | 10                 |
| German Singles Chart             | 1                  |
| Greek Singles Chart              | 1                  |
| Irish Singles Chart              | 3                  |
| Italy Singles Chart              | 2                  |
| Mexico Top 100                   | 10                 |
| New Zealand Rianz Singles Chart  | 5                  |
| Norwegian Singles Chart          | 1                  |
| Romanian Singles Chart           | 1                  |
| Russian Singles Chart            | 1                  |
| Spanish Els 40 Principals        | 1                  |
| Swedish Singles Chart            | 2                  |
| Swiss Singles Chart              | 1                  |
| Türkiye Top 20                   | 1                  |
| UK Singles Chart                 | 4                  |
| U.S. Billboard'' hot 100         | 3                  |
| U.S. Billboard Pop 100           | 1                  |

| País         | Certificació | Vendes     |
| ------------ | ------------ | ---------- |
| Austràlia    | 5× Platí     | 280,000+   |
| Àustria      | Or           | 110,000+   |
| Bèlgica      | Or           | 75,000+    |
| Brasil       | Platí        | 130,000+   |
| Canadà       | 8× Platí     | 350,000+   |
| Dinamarca    | Platí        | 100,000+   |
| Alemanya     | Platí        | 500,000+   |
| Nova Zelanda | Platí        | 95,000+    |
| Espanya      | Or           | 70,000+    |
| Suïssa       | Platí        | 120,000+   |
| Regne Unit   | Platí        | 700,000+   |
| Estats Units | 2× Platí     | 2,200,000+ |

| Chart (2008/2009)                | Primeres posicions |
| -------------------------------- | ------------------ |
| Australian Singles Chart         | 16                 |
| Austrian Singles Chart           | 5                  |
| Belgian Singles Chart (Flanders) | 19                 |
| Belgian Singles Chart (Wallonia) | 6                  |
| Brasil Hot 100                   | 18                 |
| Canadian Hot 100                 | 11                 |
| Dutch Singles Chart              | 68                 |
| European Hot 100 Singles         | 2                  |
| German Singles Chart             | 13                 |
| New Zealand Singles Chart        | 25                 |
| Romanian Top 100                 | 1                  |
| Swiss Singles Chart              | 4                  |
| UK Singles Chart                 | 23                 |
| U.S. Billboard Hot 100           | 25                 |